# Cros-de-Ronesque

Cros-de-Ronesque este o comună în departamentul Cantal, Franța. În 1 ianuarie 2022 avea o populație de 147 de locuitori.